# Антемона
Антемона (дав.-гр. Ἀνθεμόνη) — персонаж давньогрецьких міфів, дочка Енея та Креуси. Під час перебування в Аркадії, батько одружив її з місцевим героєм. Вважається епонімом халкідського міста Анфемунта, зображена на монетах міста Енея.

## Життєпис

Монета з Енеї, яка зображує Антемону з родиною.

Антемона згадується у елегії античного поета Агатилла Аркадського, уривок з якої приводить історик Діонісій Галікарнаський у своїй праці «Римські стародавності»: «Він прибув до Аркадії та в Несусі одружив своїх двох дочок Кодону та Антемону. Але сам він поспішив у Гесперійську землю, де породив Ромула». Проте існує інша версія тлумачення цієї елегії, де Кодона та Антемона зображені аркадськими жінками, які народили від Енея дочок.
Дослідник Роберт Ллойд вважав, що під згаданим Діонісієм містом Несос мається на увазі Орхомен. Також він відмічав, що з Аркадією пов'язано кілька міфів про перебування тут троянців на чолі з Енеєм. Останній не тільки тут одружив своїх дочок, але й поховав свого батька Анхіса і заснував місто Капії назване на честь свого діда Капіса. Також з Аркадії походив міфічний родоначальник троянського народу — Дардан. Ллойд вказував, що історія про перебування троянців, під час своєї морської подорожі, у внутрішніх землях Аркадії виглядає дивною і Діонісію було незручно розповідати про неї. Скоріш за все, в Аркадії закінчувалася подоріж Енея, на це вказує поховання батька та одруження дочок. На думку дослідника, Вергілій не включив цей епізод до «Енеїди» через недостатню мотивованість для відвідання троянцями Аркадії й те, що оповідь про їх зупинку тут не підходила для історії, яку хотів розказати поет.
Історик Томас Данкан вважав Антемону персонажем місцевої аркадської легенди, згідно з якою Еней залишився та помер в Аркадії. Тут він оженив дочок з місцевими героями. Також, вчений вважав Антемону епонімом халкідського міста Анфемунт, так саме як її матір Креуса була епонімом області Кроусія на півострові Халкідіки.

## Нумізматика
Вважається, що Антемона зображена на кількох монетах міста Енея, яке знаходилося на півострові Халкідікі. На аверсі першої монети зображена втеча з Трої. Еней несе свого батька на плечах, поряд з ним зображена його дружина Креуса, яка на плечах несе дитину. Під час першої публікації монети у 1878 році, публікатор Юлій Фрідлендер ідентифікував дитину як Асканія. Однак, вже наступного року дослідник Роберт вказав, що дитина вдягнена у жіночій, а не чоловічий одяг. Також поза дитини скоріше вказує на дівочий страх, ніж на відвагу хлопця. Фрідлендер аргументував, що зачіска у дитини чоловіча, однак через те що на місці де знаходилася голова, монета була пошкоджена і точно встановити характер зачіски було неможливо, дискусія припинилася. Після знахідки непошкодженої монети була доведена правота Роберта. На аверсі іншої монети знаходиться зображення одягнутої жінки з сережками та зі стефаною на голові. На думку Томаса Данкана, на монеті зображена або Антемона, або її матір Креуса.